# Bowling
Pour les articles homonymes, voir Bowling (homonymie).
 (décembre 2012).
Si vous disposez d'ouvrages ou d'articles de référence ou si vous connaissez des sites web de qualité traitant du thème abordé ici, merci de compléter l'article en donnant les références utiles à sa vérifiabilité et en les liant à la section « Notes et références ».

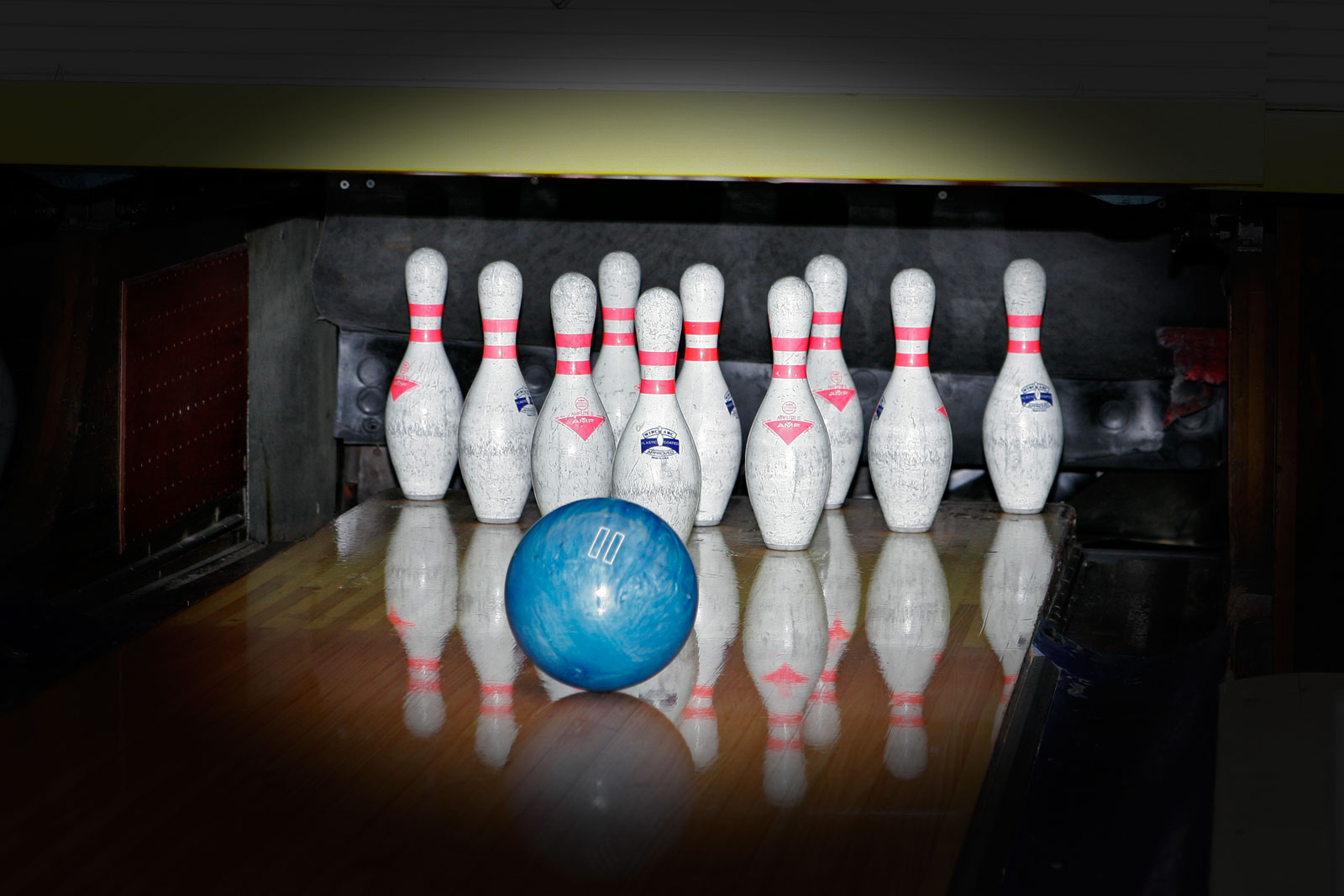
Boule de bowling sur le point de renverser les quilles.

Le bowling (/bu.liŋ/ ; en anglais : /ˈboʊ̯.lɪŋ/, vient du verbe to bowl qui signifie « lancer », « rouler »), également appelé jeu de boules, jeu de quilles ou simplement quilles au Canada, est un jeu qui a été popularisé sous sa forme actuelle aux États-Unis et qui consiste à renverser des quilles à l'aide d'une boule.

## Éléments historiques
Le bowling est un jeu avec six ou dix quilles, mis au point durant le XIXe siècle dans le nord-est des États-Unis, à partir des variantes de jeux de quilles traditionnelles ramenés par les colons européens, puisque le terme de bowling apparaît pour la première fois dans les archives de la colonie anglaise de Jamestown en Virginie en 1611 et désigne alors le jeu de quilles en général.
Ce sont les colons allemands et néerlandais qui ont introduit, en 1623, à New York, le jeu de quilles disposées en losange appelé Nine Pins (« neuf quilles ») alors très populaire en Europe du Nord,.
Le premier établissement commercial couvert à être créé sur le sol américain et destiné à ce jeu fut le Knickerbocker Alleys, ouvert en 1840 à Manhattan (New York). Ses pistes étaient en argile cuite et le jeu était composé de 9 quilles disposées en losange. Ce lieu connut un très grand succès, grâce notamment à sa fréquentation par une population d'origine allemande installée dans la ville. Le Knickerbocker Alleys attira peu à peu d'autres Américains d'origines et d'ethnies différentes.
La popularité du jeu à neuf quilles fut telle au XIXe siècle qu'il dériva sur des paris d'argent, au point où, en 1841, une loi du Connecticut rendit illégale son installation dans cet État américain. L'ajout d'une dixième quille et l'alignement de l'ensemble en triangle permettant de contourner cette loi donnèrent probablement naissance au bowling moderne.
À la fin du XIXe siècle, le jeu de dix quilles s'est beaucoup développé dans le nord-est du pays depuis l'État de New York jusque vers l'ouest dans l'Illinois, en passant par l'Ohio.
L’American Bowling Congress, la fédération américaine est fondée le 9 septembre 1895. Le premier championnat se tint à Chicago en 1901.
Le bowling fut introduit une première fois en Europe après la Première Guerre mondiale et connut un grand succès en Europe du Nord (en Norvège et Suède notamment). L’International Bowling Association (IBA) fut créée en 1926 avec la Finlande, l'Allemagne, les Pays-Bas, la Suède et les États-Unis, dans le but d'organiser des championnats du monde et tenter d'harmoniser les règles de jeu. Mais ce sont les jeux olympiques de Berlin en 1936 qui permettront d'établir un règlement du jeu strict lorsque le bowling et le jeu de quille traditionnel sur asphalte sont présentés en démonstration.
La présence de pistes de bowling dans les bases militaires américaines d'Europe et d'Asie à la suite de la Seconde Guerre mondiale contribua grandement à la popularisation de ce sport dans le monde.

## Règles

### Données techniques

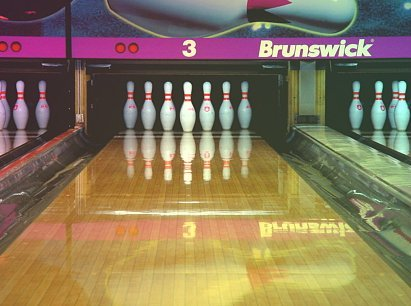
Piste de jeu de quilles.

La piste (ou allée) mesure 1,05 mètre de large pour 18,29 mètres (60 pieds) de longueur et parfaitement plane. Sa largeur est constituée de 39 lattes de bois qui constituent un repère pour les joueurs. La latte centrale, numéro 20, est clairement identifiée. Les flèches sont situées à 15 pieds de la ligne de faute (environ 4,7 mètres). Depuis les années 1990, les revêtements synthétiques en mélaminé ont peu à peu remplacé les pistes en érable à la faveur d'une diminution de l'entretien et d'une meilleure stabilité des conditions de jeu. La piste est bordée de deux rigoles et bénéficie d'un huilage spécifique, c'est-à-dire qu'elle est huilée sur les 39 voire 45 premiers pieds (environ 11,9 m à 13,7 m) de la piste d'une façon dégressive, et le quart restant est parfois laissé sec. Cette différence de rugosité est à l'origine de l'effet courbe de la boule vers la fin de la piste et est appelée « point de rupture » (« break point » en anglais). En effet, celle-ci va tourner sur elle-même sur la surface huilée, puis « accrocher » sur le sec pour se mettre à rouler, entraînant un changement de trajectoire.
Si la boule quitte la piste, elle est recueillie par une des rigoles et ré-acheminée au remonte-boule par un système de rail ; aucun point n'est alors récolté. La zone d'approche, séparée de la piste par la « ligne de faute », mesure 4,87 mètres (15 pieds). Les pistes sont surélevées par rapport au sol sur lequel elles sont posées de 38 cm à 43 cm afin de permettre à la boule de revenir en dessous de ces dernières.
Les quilles mesurent 38,1 cm de hauteur, pour une masse minimum de 1,531 kg et maximum de 1,645 kg. Les boules ont des masses pouvant aller de 2,7 à 7,257 kg (6 à 16 livres). Le bowling étant d'origine américaine, les boules portent des numéros correspondant à leur masse en livres.
Il est possible d'avoir sa propre boule, d'un poids déterminé, percée à la taille de ses doigts et avec la couleur de son choix, ce qui permet un meilleur jeu.
Il existe différents types de boules :
- les boules ligneuses (sans noyau, qui roulent en ligne droite sur la piste) ;
- les boules suiveuses (qui permettent à la boule d'avoir une trajectoire en courbe).

### Déroulement du jeu et comptage des points
Une partie de bowling compte dix carreaux (ou 10 frames). Chaque joueur lance deux boules à chaque carreau, sauf en cas d'abat (strike). Un abat consiste à faire tomber les dix quilles avec la première boule. La réserve (spare) consiste à faire tomber les dix quilles avec les deux tirs consécutifs du carreau.
- En cas d'abat, indiqué par un « X » : 10 + nombre de quilles abattues après les deux lancers suivants.
- En cas de « réserve », indiquée par le nombre de quilles renversées au premier lancer, suivi d’un « / », par exemple « 8 / ») : 10 + nombre de quilles abattues au lancer suivant.
- Trou (ou jeu ouvert) : nombre de quilles abattues.
- Le dixième jeu est particulier : en cas d'abat au premier lancer, deux lancers supplémentaires sont accordés. En cas de réalisation d’une réserve, un lancer supplémentaire est accordé.

Ainsi, la marque parfaite est de 300 points, pour douze abats consécutifs.

### MachinesPinsetterouPinspotter
Depuis les années 1950, les salles de bowling sont équipées de machines plaçant automatiquement les quilles et renvoyant les boules aux joueurs. On les appelle pinsetter ou pinspotter (« placeur de quilles »), traduction du termes anglais : pin et setter signifiant respectivement « quille » et « mettre ».
AMF (American Machines and Foundry) est l'un des premiers fabricants et équipementiers de bowling. Leur premier modèle de machine est le pinspotter AMF 82-10 qui n'était qu'un prototype ; ce sera finalement la version 82-30 (82-45 en Europe) qui sera l'une des premières machines officielles. Les quilles sont transportées par un tapis roulant, puis montées en haut de la machine par une roue-baquet élévatrice en métal (pinwheel ou pin elevator dans le jargon Américain) et sont placées directement dans la table (le triangle) par un bras distributeur. La boule, elle, passe par un passage sur l'un des bords du pindeck (zone des quilles), où elle est renvoyée au joueur par un remonte boule (ball lift), qui est composé d'un ruban étant en mouvement grâce à deux roues à chaque extrémités. Sur les 82-30, il existe deux mécanismes de remonte boule.

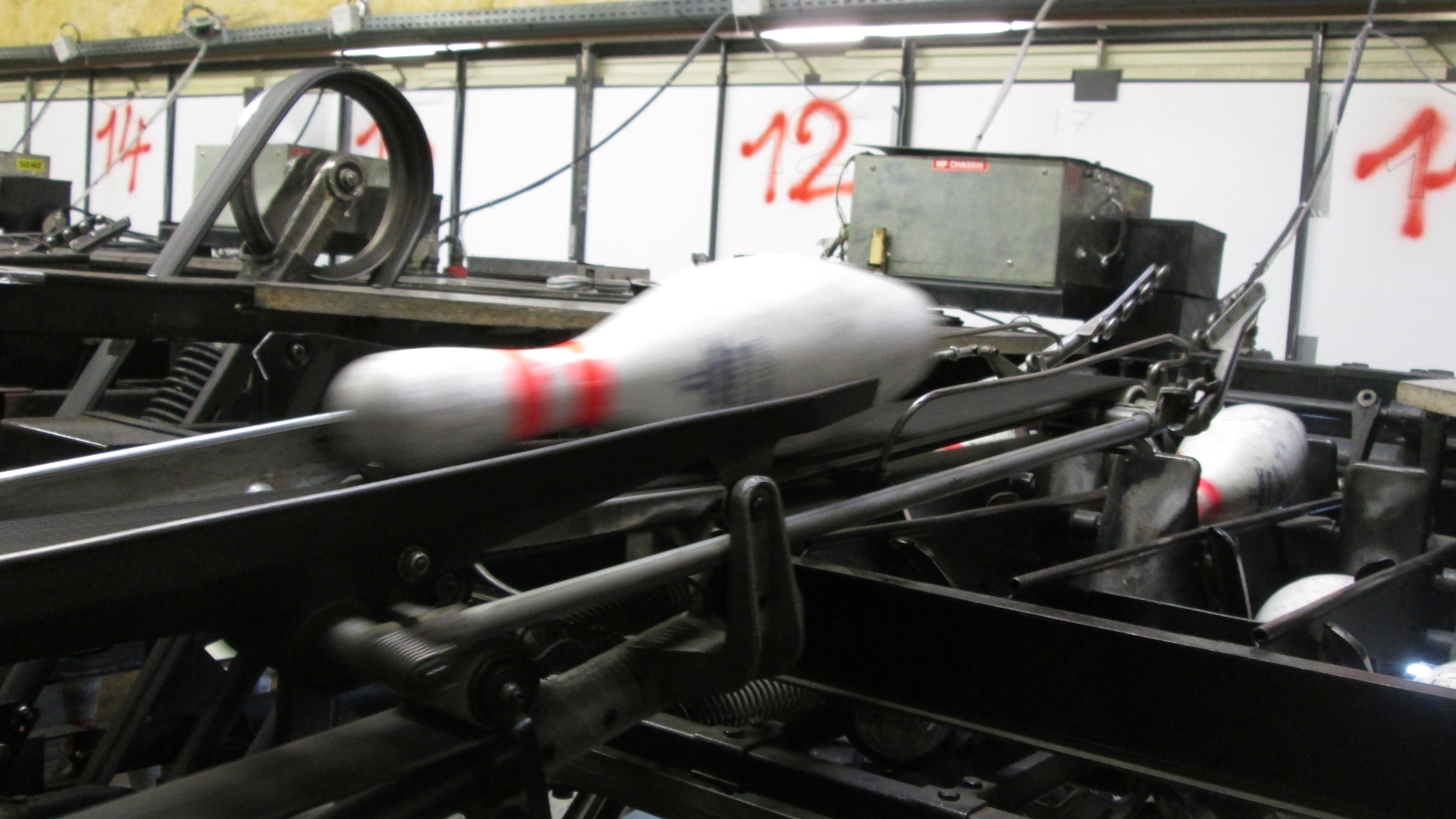
Pinspotter AMF 82-70.

Sortira ensuite en 1963 le modèle 82-70, reprenant quasiment les mêmes étapes pour la distribution des quilles que le modèle 82-30. Seule différence importante, les quilles ne sont pas placées directement dans la table mais dans un assemblage en métal (bin assembly), contenant une grille de soutien (shuttle) en dessous, lâchant les quilles sur les cups de la table qui les replacera sur le pindeck (d'où le nom pinspotter dans le jargon américain). À savoir que les tout premiers modèles (82-70A) avaient une distribution de quilles légèrement différente, au bout de 10, les quilles étaient directement mises sur la table, et le bin assembly ainsi que le distributeur étaient différents. Le mécanisme du remonte-boule reste identique à celui des 82-45.
Les modèles suivants (82-90, 90 Xli & Edge) reprendront le même système que les 82-70, mais certains matériaux seront changés (bin assembly en une pièce plastique unique sur le modèle Xli, élévateur de quilles complètement revisité sur le modèle Edge...). À savoir l'existence du modèle 8800 gold (rare), il s'agit d'un mix entre les 82-70 et 82-90, avec un système de retour de boule horizontal, et non vertical.
QubicaAMF n'est pas le seul équipementier et fabricant de machines ; il fait face à son principal concurrent, Brunswick.
Brunswick ainsi que AMF ont sorti divers prototypes de requilleurs. La première machine connue sera le modèle « Brunswick A », sorti en 1956. Derrière le pindeck se trouve un tapis émettant des vibrations, ce qui permet aux quilles et à la boule d'accéder à une roue élévatrice (comme pour les machines AMF). Les quilles sont montées sur un tourniquet, puis lâchées lorsqu'elles arrivent au nombre de dix dans la table. La boule remonte au même endroit que les quilles, mais par une autre roue la relevant dans le sens inverse des quilles. Elle passe par un rail, et est propulsée par un ruban pour retourner aux joueurs. En 1962 sort la version Brunswick A2 et en 1965 la JetBack, des suites améliorées et plus rapides du premier modèle Brunswick A de 1956.
En 1984, Brunswick sort le requilleur GS-10. Cette machine possède un tapis roulant à l'arrière du pindeck fonctionnant comme sur les modèles AMF. Les quilles sont montées par un ascenseur et placées sur un distributeur. Contrairement aux machines AMF, ce n'est pas un bras distributeur qui place les quilles, mais un système de rails et rubans. Une fois au nombre de dix, les quilles sont directement mises sur les cups de la table. Contrairement aux autres modèles, la table possède des « assiettes » qui permettent de compter les quilles restantes lors du cycle. Cela explique pourquoi la table descend une seconde fois après le deuxième essai.
Cette machine aura plusieurs versions (GS series) :
- GS-92 (1991) ;
- GS-96 (1995) ;
- GS-98 (1997) ;
- GS-X (1999).

D'autres machines provenant d'autres constructeurs sont utilisées, comme les Mendes, où les quilles possèdent des aimants, les machines de la franchise QubicaAMF "MAG3", où les quilles sont tenues par des câbles, ou bien les machines Bowlmor, très utilisées au Japon par exemple. D'autres machines des fabricants Xima ou Murrey ne sont que des copies des AMF 82-70/90.

### Compétitions

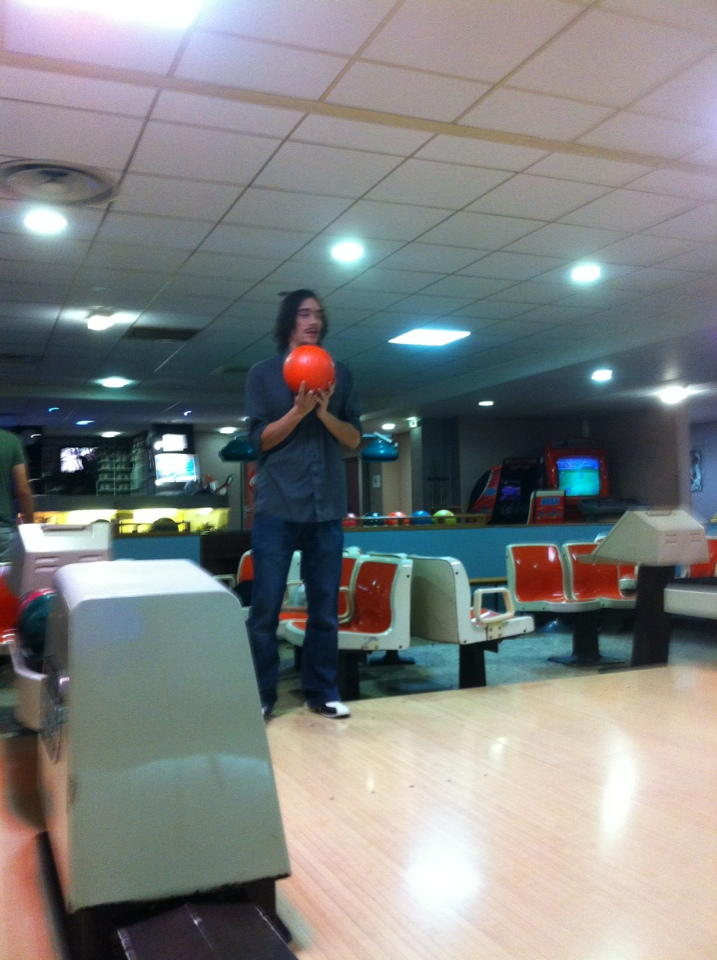
Joueur de bowling préparant son lancer au Primetime Bowl World Championship.

Les deux compétitions principales sont les championnats du monde, créés en 1969, et d’Europe. Chaque pays organise, également, des compétitions internes reconnues par leur fédération telles que : les championnats nationaux individuels et en équipes les championnats régionaux et départementaux, un championnat interclubs, un championnat inter-équipes...

## Champions français

### Hommes
- René Ferrié :
  - 1960, 1964, 1965, 1966, 1968, 1969, 1972 : Champion de France
  - 1962 : Médaille de bronze Individuel aux championnats d'Europe à Besançon,
  - Titres internationaux
    - 1964 : 3e place Coupe du Monde AMF à Milan (Italie)
    - 1965 : médaille d'or Individuel aux championnats d'Europe de Birmingham (Angleterre).
- Bernard Pujol :
  - 1974, 1988 : Champion de France
  - Titres internationaux
    - 1977 : Champion d'Europe Individuel et équipe de 5 à Helsinki (Finlande)
    - 1977 : Médaille de bronze au Championnat d'Europe en doublette à Helsinki (Finlande)
    - 1981 : Vice-Champion d'Europe en équipe de 5 à Francfort (Allemagne)
- Jean-Claude Bénichou :
  - 1977, 1979 : Champion de France
- Philippe Dubois :
  - 1970, 1975, 1994 : Champion de France
  - Titres internationaux
    - 1977 : Champion d'Europe en équipe de 5 à Helsinki (Finlande)
    - 1977 : 2e Coupe du Monde AMF à Londres (Angleterre)
    - 1978 : 2e Coupe du Monde AMF à Bogota (Colombie)
    - 1979 : Vainqueur de la Coupe du Monde AMF à Bangkok (Thaïlande)
    - 1979 : Vice-champion du Monde Simple, Manille (Philippines)
    - 1981 : Vice-Champion d'Europe en équipe de 5 à Francfort (Allemagne)
- Patrick Rolland :
  - 1983, 1984 : Champion de France
  - Titres internationaux
    - 1981 : Vice-Champion d'Europe en équipe de 5 à Francfort (Allemagne)
    - 1981 : Médaille de bronze en simple au Championnat d'Europe à Francfort (Allemagne)
    - 1987 : Champion du Monde Simple, Helsinki (Finlande)
    - 1989 : Médaille d'argent aux championnats d'Europe à Hertogenbosh (Hollande)
- François Sacco :
  - Championnats individuels : quatre titres en Juniors et Espoirs (1988, 1991, 1992, 1993) et six titres en Seniors (1993, 2000, 2002, 2003, 2008, 2010)
  - Championnats de France des Clubs : 5 titres (1997, 1998, 2000, 2001, 2003).
  - Coupe de France : 6 victoires (1997, 1998, 1999, 2001, 2002, 2003).
  - Titres internationaux - vingt sélections en équipe nationale
    - 1995 : Médaille de bronze en équipe de cinq aux championnats du monde à Réno (États-Unis),
    - 1996 : Médaille de bronze en équipe de cinq aux championnats d'Europe par équipe à Helsinki (Finlande),
    - 2000 : Vainqueur de la coupe d'Europe individuelle, Bergen (Norvège).
    - 2003 : Médaille de bronze à la coupe d'Europe individuelle, Vienna (Autriche).
    - 2005 : Médaille d'or aux Jeux Mondiaux en double mixte, avec Isabelle Sacco, à Duisbourg (Allemagne).
    - 2008 : Médaille de bronze en individuel aux Championnats du Monde à Bangkok (Thaïlande).
- Yoan Alix :
  - 2007, 2011, 2015 : Champion de France
- Mathias Sarmadi :
  - 2012, 2013 : Champion de France
- Romain Franchi :
  - 2015 : Médaille d'argent aux championnats d'Europe à Aalborg (Danemark).

### Femmes
- Liliane Grégori :
  - 1980 : 3e Coupe du Monde AMF à Djakarta (Indonésie)
  - 1981 : Médaille d'or aux 1ers Jeux mondiaux à Santa Clara (Californie)
- Jacqueline Boissière
  - 1981 : Première joueuse française à réaliser le score parfait (300)
  - Titres internationaux
    - 1977 : Médaille de bronze au Championnat d'Europe en équipe de 5 à Helsinki (Finlande)
- Francette Borie :
  - 1976, 1977, 1978, 1982, 1985 : Championne de France
  - Titres internationaux
    - 1977 : Médaille de bronze au Championnat d'Europe en équipe de 5 à Helsinki (Finlande)
- Isabelle Saldjian (épouse Sacco) :
  - Championnat individuel : 17 titres : (1993, de 1995 à 2005, 2007, 2009, 2010, 2011 et 2014) 
  - Championnat de France des Clubs : 12 titres (1993, 1995, 1996, 1997, 1999, 2001, 2002, 2003, 2005, 2010, 2011 et 2014) 
  - Coupe de France : 7 titres (1996, 1997, 2005, 2006, 2007, 2008 et 2010) 
  - Championnat en doublette : 7 titres (1993, 1995, 1997, 1998, 1999, 2000,2010 et 2016)
  - Titres internationaux : 
    - 1993 : Médaille de bronze, Championnats d'Europe, Malmö (Suède) avec Mmes Domergue et Malard.
    - 1996 : Médaille d'argent, Coupe d'Europe Individiuelle en Angleterre
    - 1998 : Médaille de bronze, Coupe d'Europe Individuelle au Danemark
    - 2000 : Médaille d'or, championnats d'Europe Individuel à Bergen (Norvège)
    - 2007 : Médaille de bronze, Coupe d'Europe Individuelle au Luxembourg
    - Championnat d'Europe : 
      - 1993 – Suède (Médaille de bronze en triplette)
      - 2001 – Danemark (Médaille de bronze en individuel)
      - 2008 – Danemark (Médaille d’argent Triplette et Médaille de Bronze All Events) 

    - World Games : 
      - 1993 – Pays-Bas (Médaille de bronze en doublette mixte)
      - 1997 – Finlande (Médaille d’argent en individuel)
      - 2005 – Allemagne (Médaille d’or en double mixte avec son mari François Sacco) 

  - Tournois internationaux
    - Vainqueur du French International Open en 2001, 2002 et 2003
    - Vainqueur Inter Annecy en 1999, 2001
    - Vainqueur Inter de Lausanne 2003
- Lauriane Célié :
  - Championne de France 2012, 2013

Sources : Acbidf

## Salles de bowling notables en France
En France, les différentes variantes des jeux de quilles continuent d'évoluer de façon indépendante. À partir de 1912 (et jusqu'en 1948), plusieurs fédérations de sports de quilles verront le jour dont les quilles de 9 ou les quilles Saint Gall. En 1949, les Quilles de huit font une demande pour devenir Fédération nationale auprès du ministère, mais celle-ci est rejeté car d'autres sports de quilles revendiquent le même droit. On leur demanda de s'unir en une Fédération unique.
Les premières salles de bowling en France sont apparues dans les années 1950, dont le bowling de Biarritz inauguré en 1961 et le bowling du Bois de Boulogne à Paris ouvert la même année, et définitivement fermé en 2004. On pouvait retrouver également des pistes de bowling privées dans les bases aériennes et militaires comme la base 106 de Mérignac.

Toujours dans la même commune, le 17 mai 1969 est inauguré le bowling international de Bordeaux-Mérignac, par Jacques Chaban-Delmas, alors maire de Bordeaux à cette période. Il alignait à la base 16 pistes, et en comptait 24 après l'ajout de 8 pistes supplémentaires en 1974, entièrement équipé par AMF (American Machine and Foundry). Le bowling était victime de son succès. Ce dernier fermera définitivement ses portes le 12 juillet 2017. À la période de son ouverture, il s'agissait du 33e bowling construit en France. 

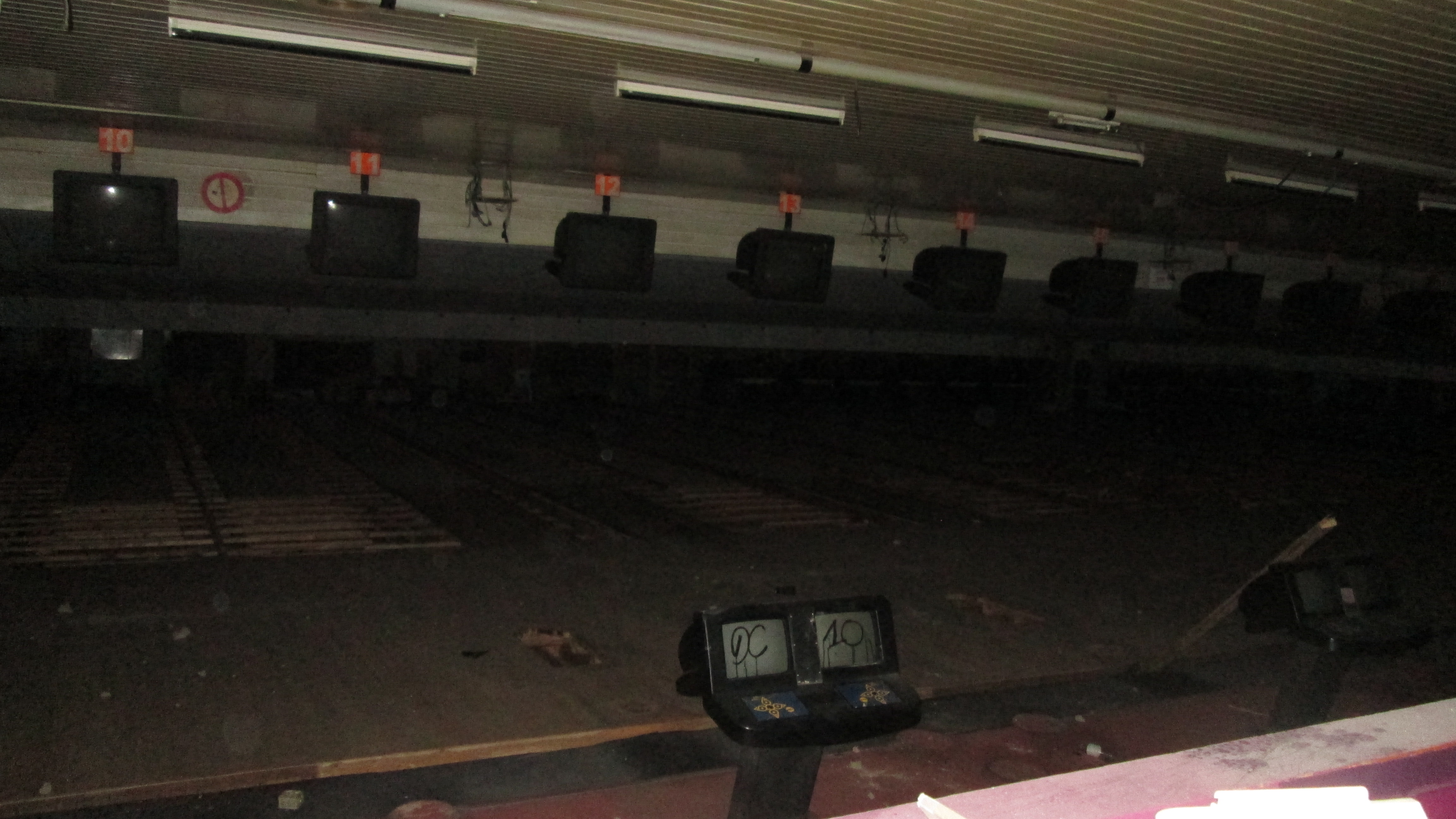
Le bowling de Bordeaux-Mérignac après sa fermeture définitive.

Dans le quartier de Mériadeck à Bordeaux se trouve le complexe Axel Vega, avec une patinoire, un Tennis et 16 pistes de bowling (ouvert en 1989). Le bowling possédait des machines Brunswick, et a été entièrement refait en 2010 et 2011 avec des nouvelles pistes QubicaAMF. Depuis septembre 2017, il prend le relais des compétitions en Gironde à la suite de la fermeture du bowling de Mérignac.
Le New bowling des Pyrénées à Pau existe depuis septembre 1968. Il aligne 12 pistes AMF.
Le bowling d'Orléans, équipé lui aussi par AMF, existe depuis plus de 70 ans.[Quand ?]
Le bowling de Saint-Maximin dans l'Oise (60), équipé par Brunswick, est l'un des centres les plus importants d'Europe. Il aligne 28 pistes et accueille des compétitions Européennes et mondiales de bowling.

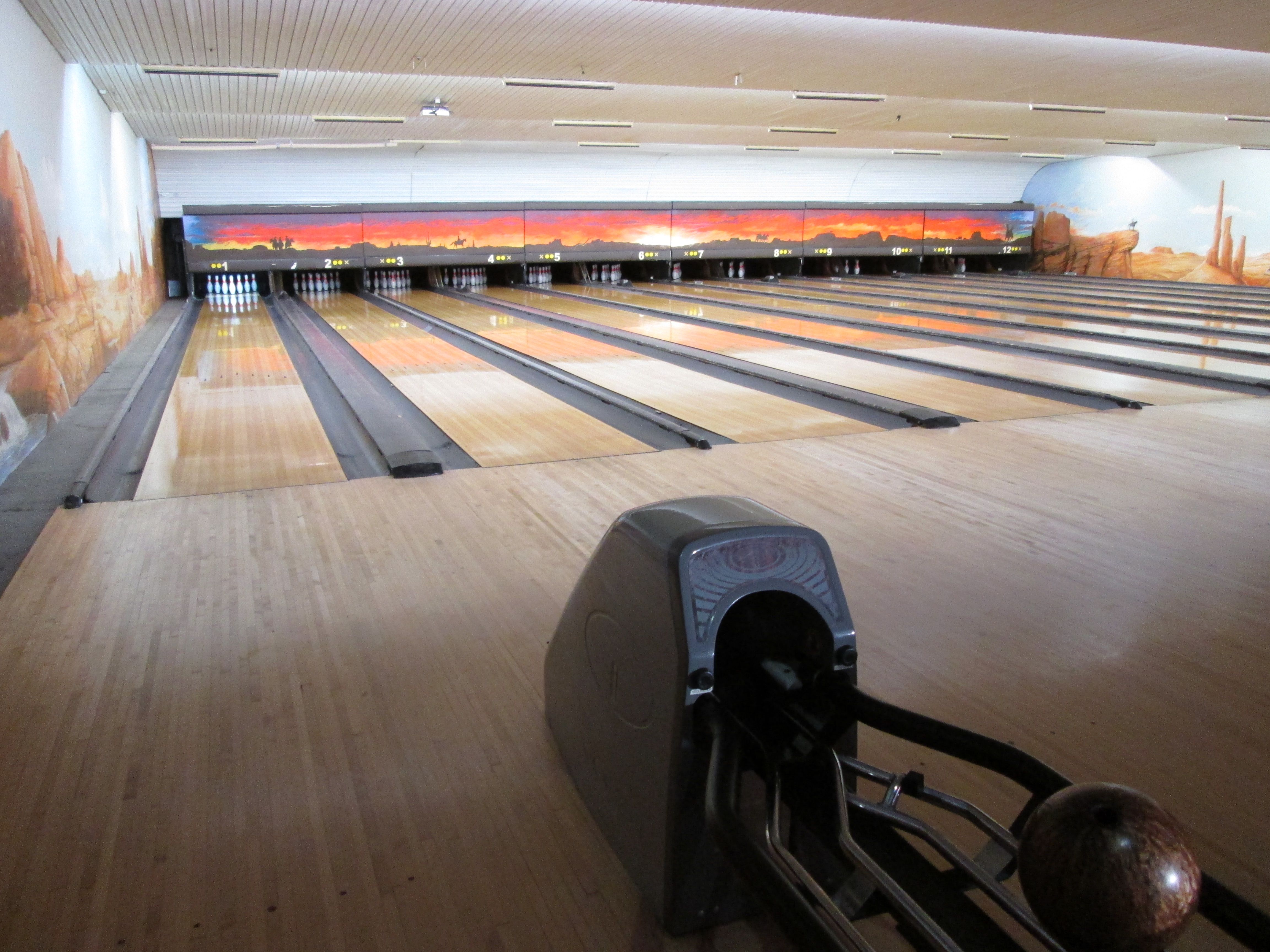
Les pistes du Bowling des Pyrénées, situé à Pau.

Bowlingstar, le premier groupe de bowling français a été fondé en 1989 par Jean-Marie Raymond. Il compte plusieurs salles de bowling dans l'hexagone, mais principalement dans le sud du pays. Le plus grand centre bowlingstar est celui de Plan-de-campagne proche de Marseille pouvant aligner 36 pistes AMF.
Le groupe Sport bowling qui compte plusieurs bowling dans l’est de la France à Vesoul, Épinal, Mulhouse et Saint-Dié-des-Vosges.
Le groupe Bowling sympas compte plusieurs salles sur la région Parisienne, dont Front de Seine (ayant été le théâtre de tournages des émissions Un gars, une fille ou les Guignols de l'info), Thiais-Orly et porte de Champerret.
Toujours en région parisienne est installé le bowling de La Chapelle (24 pistes, équipé par Brunswick), ouvert en 1985 sous un parking. Il ferme ses portes en février 2019 pour laisser place à la Paris Arena II qui accueille les Jeux olympiques de Paris en 2024.
Au bois de Boulogne se trouvait le bowling de Paris (équipé par AMF), fermé en 2004 après 45 ans d'existence. Il s'agissait d'un des bowlings le plus populaire dans le pays pour y avoir accueilli des joueurs de grande renommée, sa fermeture définitive a été marquante.
Le bowling du Rouergue situé à Onet-le-Château à proximité de Rodez a été construit en 1971. Il aligne 12 pistes AMF, proposant un hôtel ainsi qu'une discothèque et un restaurant. Le 30 juillet 2018, le bowling est détruit dans un incendie s'étant déclenché depuis les cuisines vers 3 heures du matin. L'hôtel lui n'a pas subi de grands dommages. Le restaurant est ouvert depuis février 2019 ; l'ensemble du complexe sera reconstruit en 2021.
Le bowling international Lorientais situé à Larmor-plage (10 pistes Brunswick) a définitivement fermé ses portes fin juillet - début août 2018 pour la construction de logements sociaux.
Le Bowling du Mans alignant 26 pistes AMF (dont 18 équipées des anciennes machines 82-45) existe depuis 1970.

## Le bowling dans la fiction
- The Big Lebowski est un film de Joel Coen, avec Jeff Bridges, sorti en 1998.
- Bowling est un film de Marie-Castille Mention-Schaar, avec Mathilde Seigner et Laurence Arné, sorti en 2012.
- Rendez-vous au bowling est un court métrage de Niels Trassoudaine, mettant en scène l'actrice Lou Gala dans un bowling, sorti en 2017.